# الإتحاد الأذربيجاني للجمباز

الاتحاد الأذربيجاني للجمباز (بالأذرية: Azərbaycan Gimnastika Federasiyası) - هي الهيئة الإدارية العامة لرياضة الجمباز في أذربيجان.

## تاريخ الاتحاد
أنشئت الهيئة الإدارية للاتحاد الأذربيجاني للجمباز في عام 1994 بعد إصدار شهادة تسجيل الدولة للاتحاد من قبل وزارة العدل الأذربيجانية.
أصبح الإتحاد الأذربيجاني عضوا في الاتحاد الأوروبي للجمباز في عام 1996. أنتخبت السيدة الأولى لأذربيجان مهربان علييفا رئيسة للاتحاد في 7 أكتوبر من عام 2002.
أنتخب الاتحاد الأذربيجاني للجمباز «اتحاد عام 2009» من قبل وزارة الشباب والرياضة في أذربيجان.
كانت تمنح رئاسة الاتحاد الأذربيجاني للجمباز مهربان علييفا بوسام "حيدر علييف" في عام 2014.
كما حصل نائب الوزير للاتحاد الأذربيجاني للجمباز ألتاي حسانوف على وسام شهرة من قبل رئيس أذربيجان على خدماته في الألعاب الأوروبية لعام 2015.